# Almer
Almer – wieś w Anglii, w hrabstwie Dorset. Leży 24 km na wschód od miasta Dorchester i 161 km na południowy zachód od Londynu.